# Napoleon Milicer

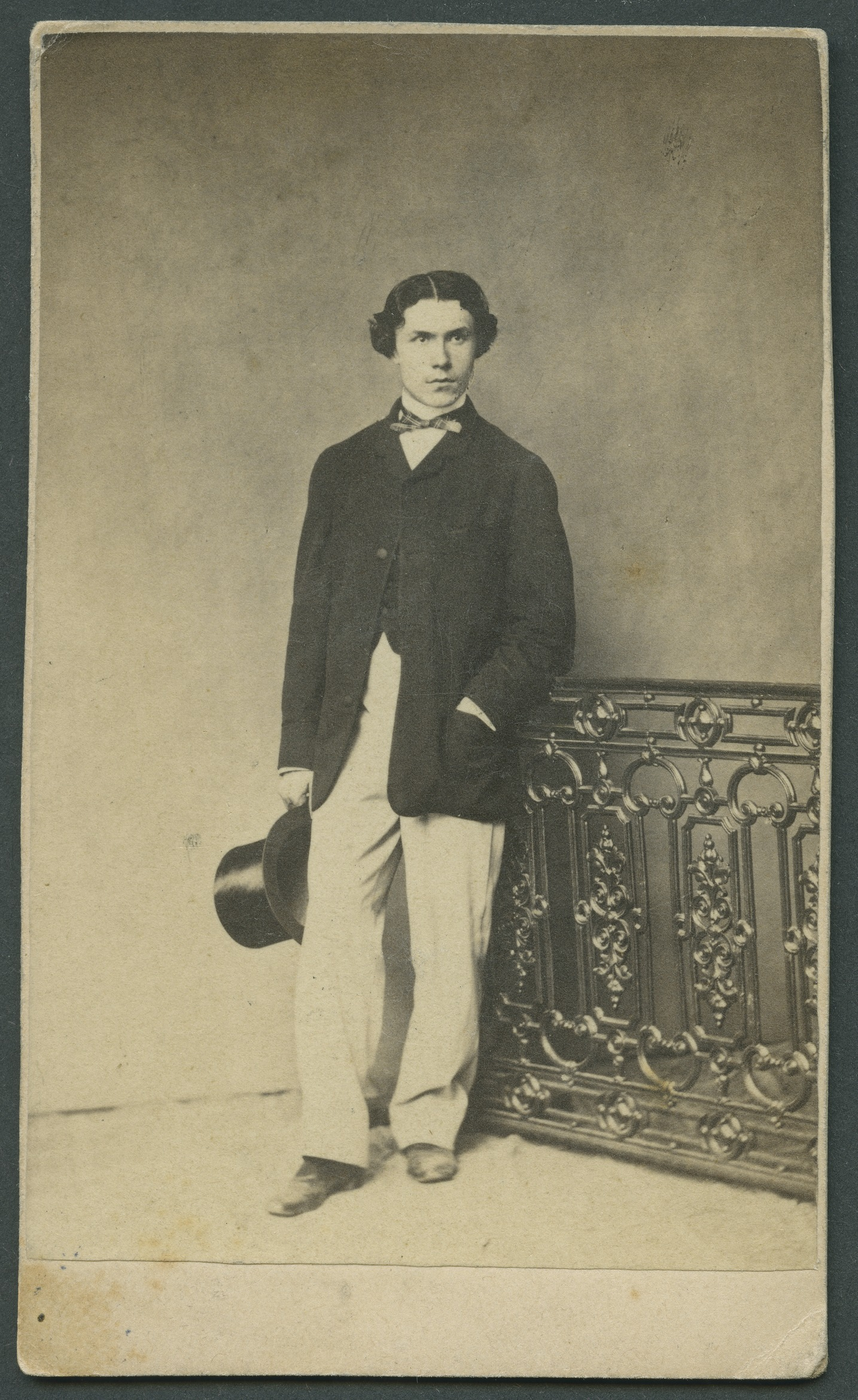
Portret Napoleona Milicera ok. 1862

Napoleon Milicer (ur. 19 października 1842, zm. 28 czerwca 1905 w Warszawie) – polski chemik i pedagog.

## Życiorys
Napoleon Milicer był synem Romualda i Antoniny ze Ślubowskich, urodził się dnia 19 października 1842 w Warszawie. W mieście rodzinnym ukończył gimnazjum i wyjechał na studia do Heidelbergu. Tu miał okazję poznać i wiele się nauczyć od Roberta Bunsena.
W następnym roku wybucha powstanie styczniowe, Milicer powraca do domu i wstępuje do oddziału Mariana Langiewicza. Uczestniczy w walkach zbrojnych, dostaje się do niewoli i zostaje uwięziony w warszawskiej cytadeli. Po paru miesiącach zostaje zwolniony i zapisuje się Szkoły Głównej w Warszawie, w 1867 po przedstawieniu rozprawy  „O ogólnych metodach syntezy w chemii organicznej” uzyskuje stopień magistra nauk przyrodniczych.
W 1870 Szkoła Główna staje się uczelnią rosyjską i dla Milicera nie ma w niej miejsca. 
Przystępuje do spółki prowadzącej chemiczną działalność wytwórczą. 
Jednym ze skutków represji zaborczych po powstaniu styczniowym była likwidacja polskiego szkolnictwa wyższego. W tej sytuacji po wielu staraniach dnia 1 czerwca 1875 uzyskano pozwolenie na otwarcie Muzeum Przemysłu i Rolnictwa mającego za zadanie szerzenie wiedzy dla produkcji przemysłowej, rzemieślniczej i rolnej. Jako pierwsze laboratorium, w kwietniu następnego roku, została uruchomiona Pracownia Chemiczna. Kierownikiem tej Pracowni został Napoleon Milicer. Prowadzone były tu kursy m.in. z dziedziny chemii na poziomie studiów dla uczniów szkoły handlowej im. Kronenberga czy też letnie kursy dla pracowników cukrowni. Prowadzono tu również prace badawcze z chemii. Wśród słuchaczy i uczestników były takie osoby jak: Leon Marchlewski, Maria Skłodowska-Curie, Władysław Natanson. Milicer był wykładowcą Uniwersytetu Latającego w Warszawie. 
Napoleon Milicer był żonaty z Marią Józefą Skołdycką i nie mieli dzieci, zmarł 27 czerwca 1905 w Warszawie. Pochowany na cmentarzu Powązkowskim (kwatera 207-6-15/16).